# 松原燭光魚
松原燭光鱼（学名：Polyipnus matsubarai）为輻鰭魚綱巨口魚目褶胸鱼科的其中一種。分布於西北太平洋區，包括日本、菲律賓、千島群島等海域，為深海魚類，棲息深度20-500公尺，會進行垂直性洄游，體長可達9.7公分。